# Daddy Cool (bài hát của Boney M.)
"Daddy Cool" là một bài hát do Boney M. thu âm và nằm trong album đầu tay Take the Heat off Me của nhóm. Đây là một bản hit năm 1976, một bản nhạc disco quen thuộc và trở thành bản hit đầu tiên của Boney M. tại Vương quốc Anh. Bài hát được sản xuất và đồng sáng tác bởi người sáng lập nhóm Frank Farian, ông cũng góp giọng nam trong bài hát.
Đĩa đơn thứ hai của Boney M. được phát hành vào năm 1976 và ban đầu không gây được tiếng vang lớn. Sau khi biểu diễn trên chương trình truyền hình Musikladen vào tháng 9 năm đó, đĩa đơn này đã trở thành một hit, đứng đầu một số bảng xếp hạng châu Âu. Đĩa đơn đạt vị trí thứ sáu trong bảng xếp hạng ở Anh và vị trí thứ 65 trên bảng xếp hạng Billboard Hot 100 ở Mỹ. Đĩa đơn cũng đứng đầu bảng xếp hạng của Đức và lọt vào Top 20 ở Canada. Đây là bước đột phá lớn ở châu Âu của ban nhạc.

## Bảng xếp hạng

### Bảng xếp hạng hàng tuần
| Bảng xếp hạng (1976–1977)        | Vị trí cao nhất |
| -------------------------------- | --------------- |
| Australia (Kent Music Report)    | 5               |
| Áo (Ö3 Austria Top 40)           | 1               |
| Bỉ (Ultratop 50 Flanders)        | 1               |
| Canada Dance/Urban (RPM)         | 8               |
| Canada Top Singles (RPM)         | 18              |
| Europe (Eurochart Hot 100)       | 1               |
| Finland (Suomen Virallinen)      | 2               |
| France (IFOP)                    | 1               |
| Israel (IBA)                     | 2               |
| Italy (Musica e dischi)          | 3               |
| Hà Lan (Dutch Top 40)            | 3               |
| Hà Lan (Single Top 100)          | 3               |
| New Zealand (Recorded Music NZ)  | 15              |
| Na Uy (VG-lista)                 | 1               |
| South Africa (Springbok Radio)   | 2               |
| Spain (AFE)                      | 1               |
| Thụy Điển (Sverigetopplistan)    | 1               |
| Thụy Sĩ (Schweizer Hitparade)    | 1               |
| Anh Quốc (OCC)                   | 6               |
| US Billboard Hot 100             | 65              |
| US Cash Box                      | 90              |
| Tây Đức (Official German Charts) | 1               |

| Bảng xếp hạng (2021)    | Vị trí cao nhất |
| ----------------------- | --------------- |
| Hungary (Single Top 40) | 33              |

### Bảng xếp hạng cuối năm
| Bảng xếp hạng (1976)                  | Vị trí |
| ------------------------------------- | ------ |
| Austria (Ö3 Austria Top 40)           | 10     |
| Belgium (Ultratop 50 Flanders)        | 7      |
| France (IFOP)                         | 2      |
| Netherlands (Dutch Top 40)            | 12     |
| Netherlands (Single Top 100)          | 10     |
| Switzerland (Schweizer Hitparade)     | 7      |
| West Germany (Official German Charts) | 17     |

| Bảng xếp hạng (1977)                  | Vị trí |
| ------------------------------------- | ------ |
| Australia (Kent Music Report)         | 35     |
| Austria (Ö3 Austria Top 40)           | 20     |
| South Africa (Springbok Radio)        | 18     |
| West Germany (Official German Charts) | 44     |